# Köves Izsó
Köves Izsó, született Schreiber Izrael (Nagykároly, 1853. szeptember 15. – Budapest, 1916. december 26.) magyar rajztanár, festőművész.

## Élete és munkássága
Schreiber Herman és Burger Rózi fia. Tizennégy éves korában Budapestre került. 1875-ben már a Mintarajziskolában tanult. Rajztanári oklevelét 1879-ben kapta meg. 1880-ban Párizsba utazott tanulmányútra, ahol Fleury, Laurens és Leroux tanítványa volt.
1882-től rajztanár volt Budapesten a Wesselényi utcai városi és a Pesti Izraelita Hitközség polgári fiúiskolájában. 1916 februárjában mint polgári iskolai igazgatót nyugdíjazták.
Számos zsidó témájú festményt alkotott, mint a Hazátlanok; Mendelssohn Nagy Frigyes előtt; Spinoza bírái előtt; A tortozai hitvita; A budai zsidók üdvözlik Mátyás királyt; A zsidók Titus római diadalmenetében.

## Magánélete
Házastársa Kohányi (Kohn) Ida (1856–1945) volt, Kohányi (Kohn) Sámuel tanító és Lissauer Leonóra lánya, akit 1884. június 15-én Budapesten vett nőül.
Gyermekei
- Köves Tivadar (1886–1959). Felesége Gosztonyi Aranka (1886–1953) volt.
- Köves Boldizsár (1888–1943)[6][7] polgári iskolai tanár, festőművész. Felesége Szitár Kornélia (1889–1970) volt.
- Köves Dóra (1889–1928)
- Köves Leonóra (1898–?). Férje Wágner Géza gépészmérnök volt.[8]